# Groupe communiste
De groupe communiste (Nederlands: communistische groep) of voluit groupe communiste, républicain, citoyen et écologiste, voorheen Groupe Communiste, Républicain, Citoyen et des Sénateurs du Parti de Gauche, is een parlementaire groepering in de Franse Senaat, die een communistische koers voert. De groepering bestaat uit leden die op een of andere manier met de Franse Communistische Partij zijn verbonden. De fractie telde tussen 2008 en 2011, toen ze het sterkste waren, 24 senatoren. Dat zijn er 16 sinds 2018.
Het equivalent van de groupe communiste in de Assemblée nationale is de Gauche démocrate et républicaine.

## Naam
De groep heeft sinds de eerste afgevaardigde in 1935 verschillende namen gehad:
- sinds 2017 : groupe communiste of voluit groupe communiste, républicain, citoyen et écologiste
- 2011-2017 : communiste, républicain et citoyen
- 2008-2011 : communiste, républicain, citoyen et sénateurs du parti de gauche
- 1995-2008 : communiste, républicain et citoyen
- tot 1995 : communiste

De groep heet tegenwoordig groupe communiste.

## Geschiedenis
Marcel Cachin was in 1935 de eerste communist in de Franse Senaat. Dat was nog onder de Derde Franse Republiek. Er heeft sindsdien steeds een Groupe Communiste in de Franse Senaat bestaan, maar tot 1995 uitsluitend met leden van de Franse Communistische Partij. De fractie werd in dat jaar samen met de min of meer nationalistische Mouvement Républicain et Citoyen tot de Groupe Communiste, Républicain et Citoyen omgevormd.
Actieve linkse politieke partijen in de Franse Senaat zijn de Rassemblement Démocratique et Social Européen en de Parti de Gauche, een afscheiding van de Parti socialiste, die zelf ook nog actief is. Leden van de groupe communiste en van deze partijen zijn in het verleden naar elkaar overgegaan.

## Samenstelling
- Franse Communistische Partij
- Parti communiste réunionnais 1996-2017
- Parti de Gauche 2008-2011
- Mouvement Républicain et Citoyen 1995-2008
- Europe Écologie-Les Verts, sinds 2017
- La France insoumise, sinds 2017

## Voorzitters
- sinds 2012 : Éliane Assassi
- 2001 - 2012 : Nicole Borvo Cohen-Seat
- 1979 - 2001 : Hélène Luc, voorzitter van de Groupe Communiste 1979-1995
- 1978 - 1979 : Marcel Rosette
- 1975 - 1978 : Marie-Thérèse Goutmann, eerste vrouwelijke voorzitter in Frankrijk van een parlementaire groepering
- 1959 - 1975 : Jacques Duclos

## Leden
- Pierre Laurent
- Robert Hue tot 2012
- Jean-Pierre Chevènement tot 2008

## Websites
- (fr)  Officiële website
- (fr)  Franse Senaat. Liste des sénateurs par groupes politiques. senatoren per parlementaire groepering
- (fr)  Franse Senaat. Groupe communiste républicain citoyen et écologiste.

Samenstelling per 27 juli 2019 
 De deelnemende partijen met de meeste zetels worden genoemd, alleen de partijen met een enkele zetel binnen de fractie ontbreken.